# Sant Martí d'Empúries
Sant Martí d'Empúries est un noyau urbain dépendant de la municipalité de l'Escala. Il borde le côté nord des ruines d'Empúries ou Empòrion. De caractère médiéval très marqué, il fut la capitale du comté d'Empúries depuis le IXe siècle jusqu'en 1078, date à laquelle la capitale fut transférée à Castelló d'Empúries, zone mieux protégée des attaques. L'ensemble médiéval est déclaré bien culturel d'intérêt national.

## Histoire

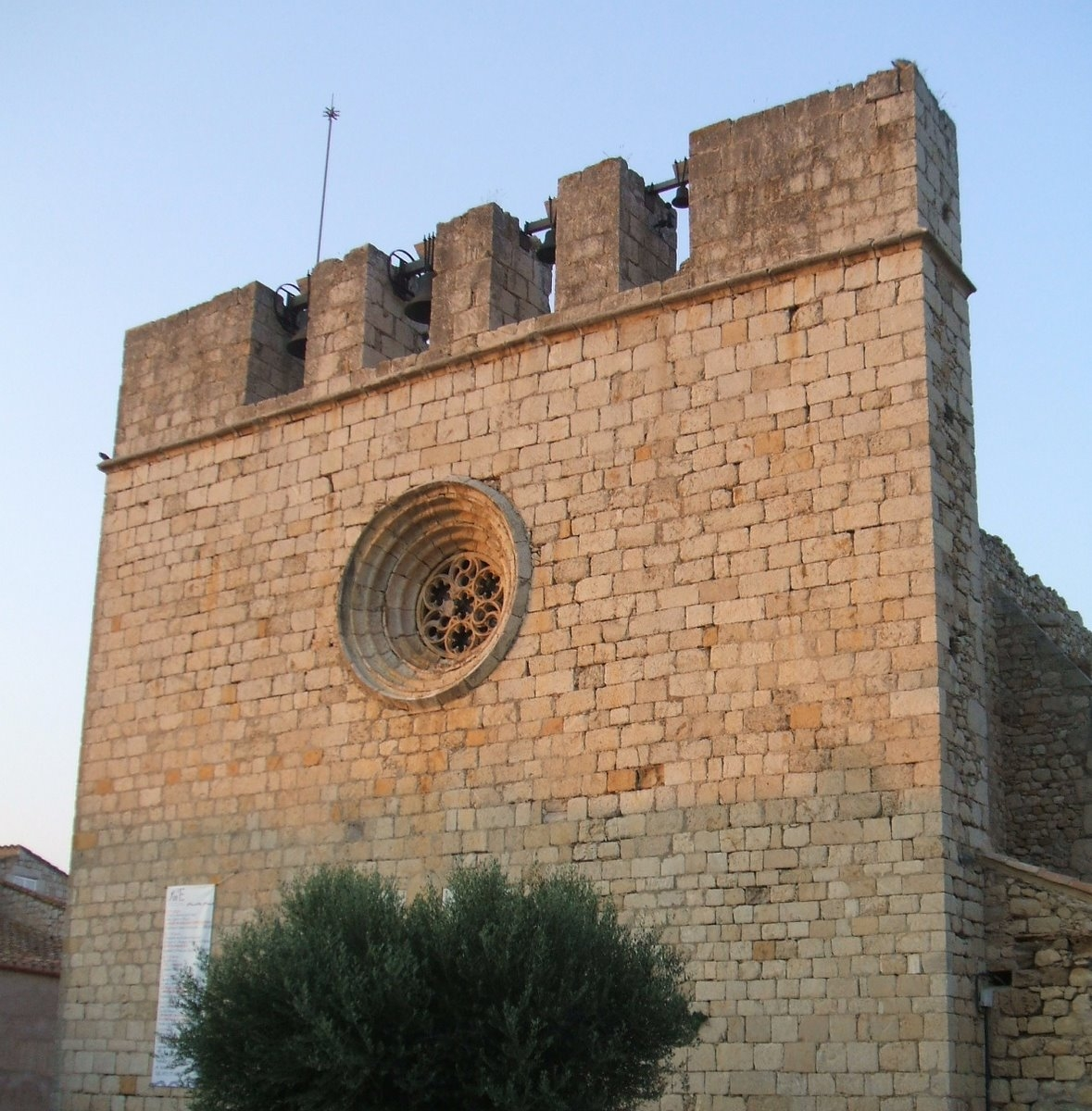
L'église Saint-Martin

La première occupation avérée du site remonte au Bronze final (VIIIe siècle av. J.-C.). Il s'agissait alors d'une petite communauté qui vivait des ressources tant terrestres de la plaine littorale que maritimes de la Méditerranée. Le promontoire de Sant Martí  était alors un isthme.
Abandonné un temps, le promontoire est réoccupé à partir de la première moitié du VIIe siècle av. J.-C..
Les Phocéens arrivent au VIe siècle et fondent alors une première colonie, qui deviendra ensuite la Palaiapolis (vieille ville) de l'agglomération d'Empúries. La ville se développe ensuite, avec la création de la Neapolis sur la terre ferme puis le développement de la ville romaine.
À partir du IIIe siècle, l'urbanisation se rétracte, et seul le promontoire de Sant Martí demeure occupé. Une nécropole est établie dans la partie septentrionale de la Neapolis.
Empúries devient ensuite un évêché, attesté par le Concile de Tarragone en 516 apr. J.-C. Arrivent ensuite l'invasion musulmane et la reconquête puis la réorganisation des territoires qui s'ensuit : Empúries devient capitale du comté éponyme, mais l'évêché disparaît. Vers 1064, la capitale est transférée à la ville de Castello d'Empúries, et Sant Martí ne devient alors qu'une simple place forte dépendant de cette ville.
En 1285, à la fin de la croisade contre le roi Pierre le Grand, Sant Martí d'Empúries fut détruite. Les restes des murailles médiévales et du château d'Empúries datent du XIIIe siècle. À la même époque fut construite une nouvelle église substituée au début du XVIe siècle par le bâtiment contemporain, gothique et fortifié. Le château fut incendié en 1285 par les forces françaises de l'amiral Guillaume de Lodève. Durant la guerre contre Jean II, Saint Martin fut pris par les forces de la reine et l'infant Ferdinand le confia en 1467 à Pierre de Torroella, écrivain et militaire, qui se rendit au duc de Lorraine en avril 1468 après plusieurs mois de siège. À la fin de la guerre, Pierre de Torroella garda ses droits sur la population et rebâtit les murailles.
En 1640, lors de la Guerre des faucheurs, la ville fut probablement prise par les troupes de Philippe IV d'Espagne. En 1675 elle fut prise par les troupes françaises du maréchal Schömberg.
À partir du XVe siècle se format le noyau urbain de l'Escala, qui, grâce aux conditions plus favorables dont jouissait le port, supplanta San Marti au XVIIIe siècle, devenant la municipalité. La population migra et exploita l'ancien village comme carrière de pierres jusqu'à très récemment. Le mouvement s'interrompit vers 1950, en grande partie grâce au développement du tourisme, qui permit la restauration de la vieille ville, l'ouverture de restaurants et la réfection de maisons comme résidences secondaires.

## Village
Le village, entouré par les ruines de ses remparts, conserve son cachet médiéval.
Sur la place principale se dresse l'église Sant Martí (Saint-Martin), maintes fois reconstruite et s’élèverait à l'emplacement d'un temple d'après l'hypothèse la plus commune. L'édifice actuel, de style gothique, fut fondé en 1506 d'après une inscription sur la façade.

## Galerie

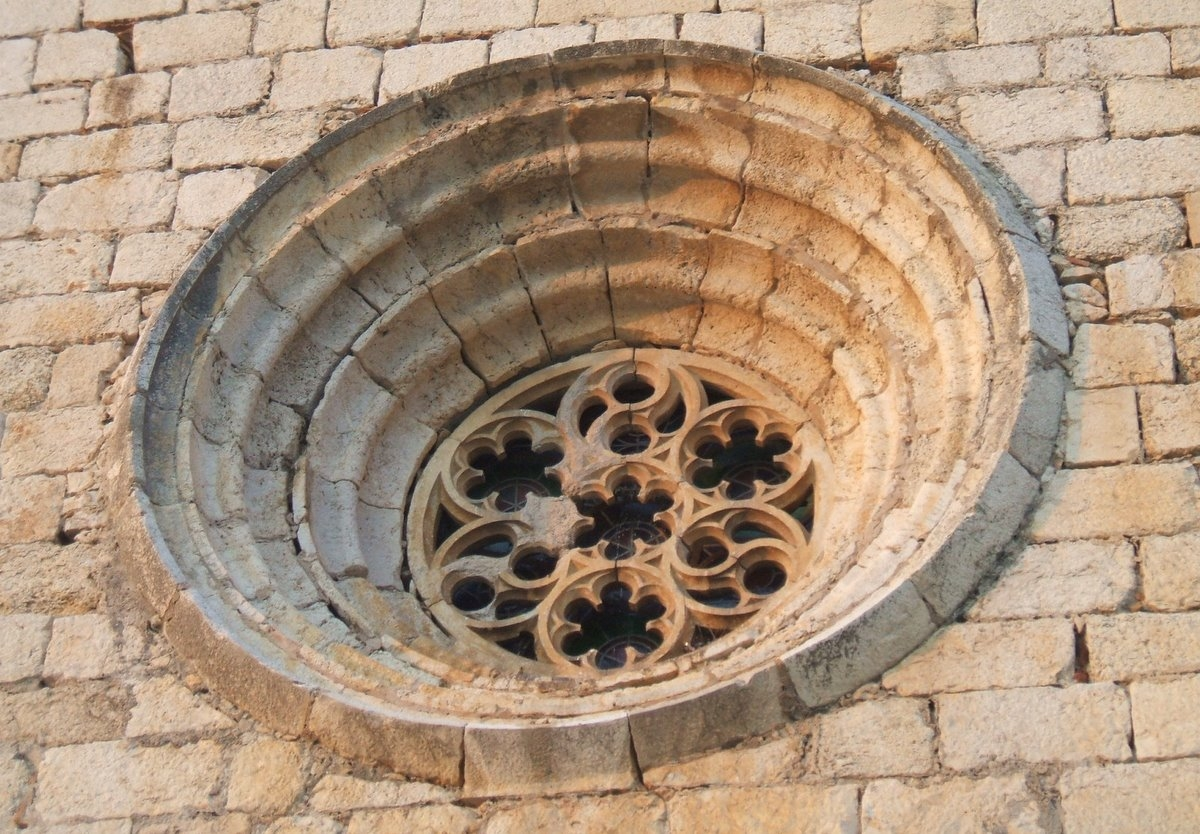
Rose de la façade de l'église Saint-Martin
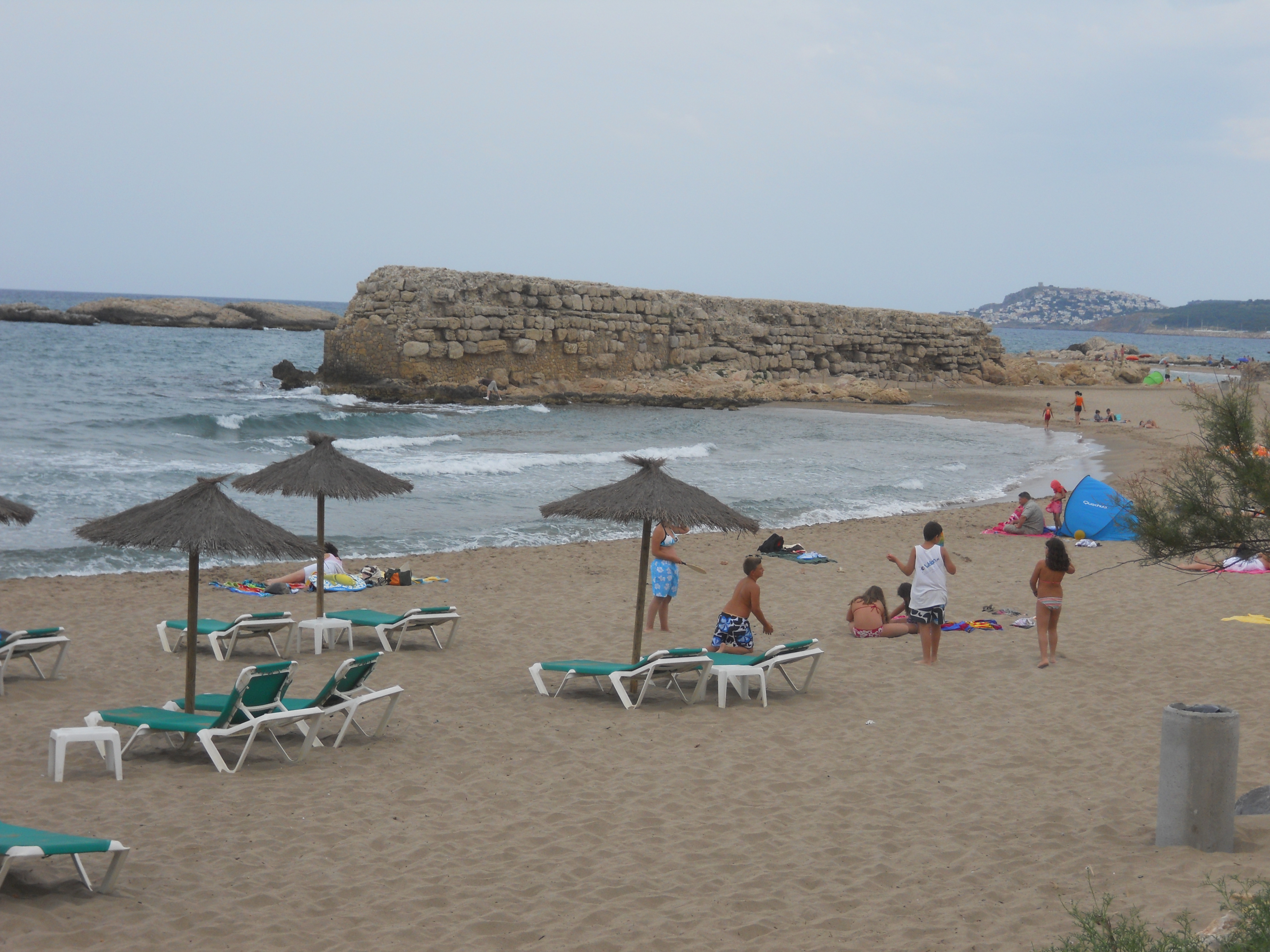
Vestiges de la digue qui protégeait le port antique de l'ancienne Emporion (voir Empúries).
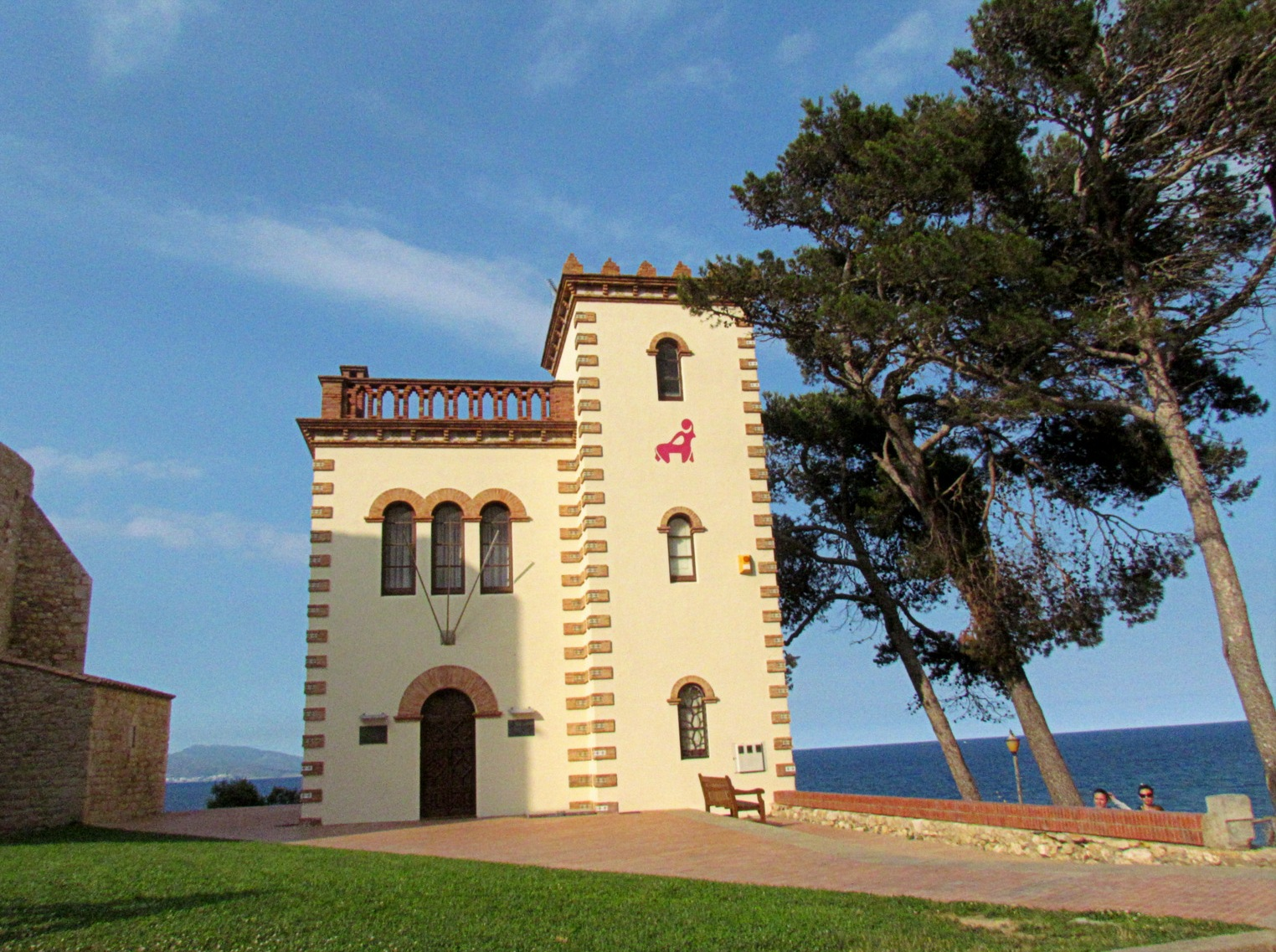
Casa forestal (entrée) .
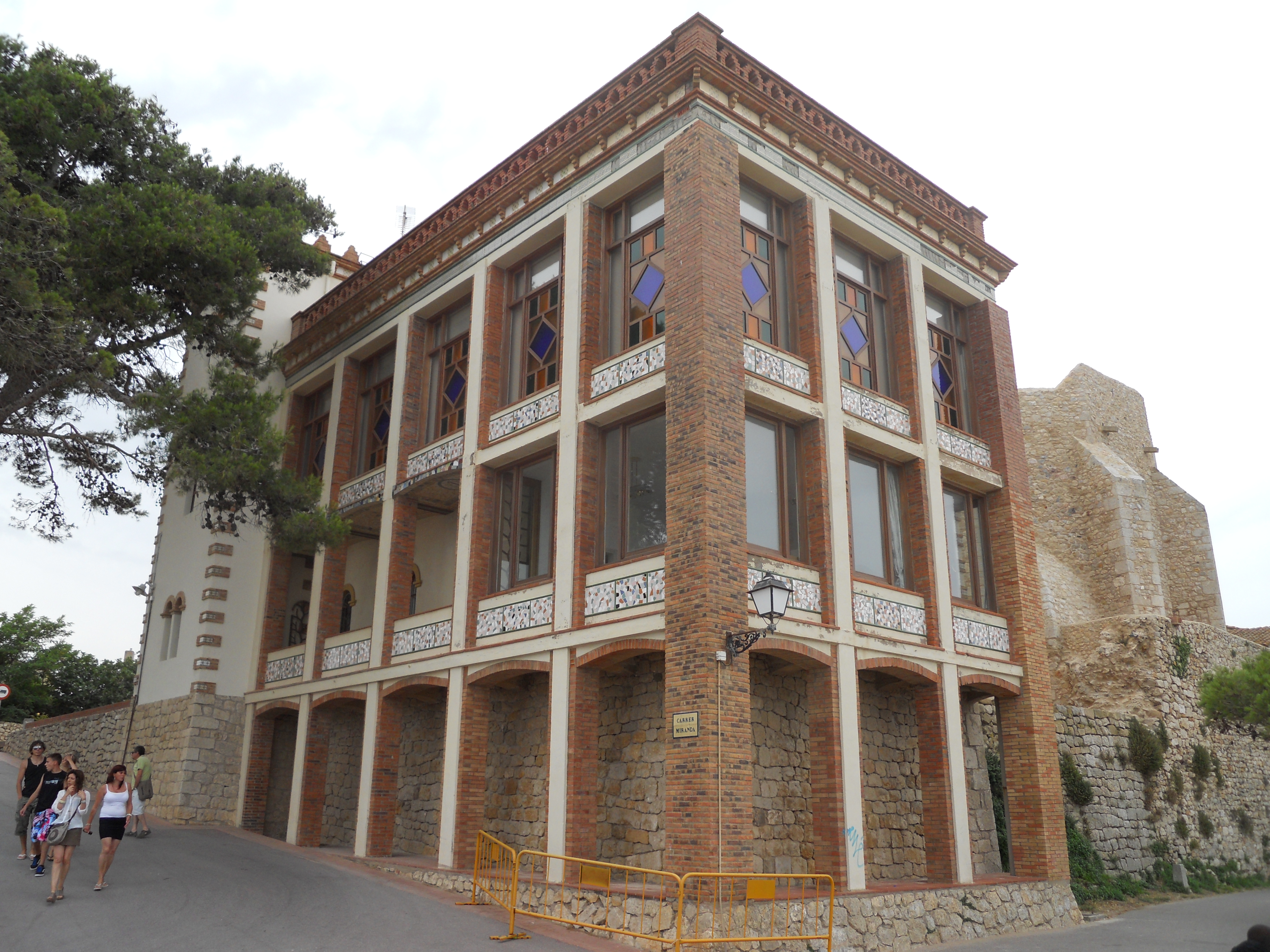
Casa forestal de style moderniste catalan.
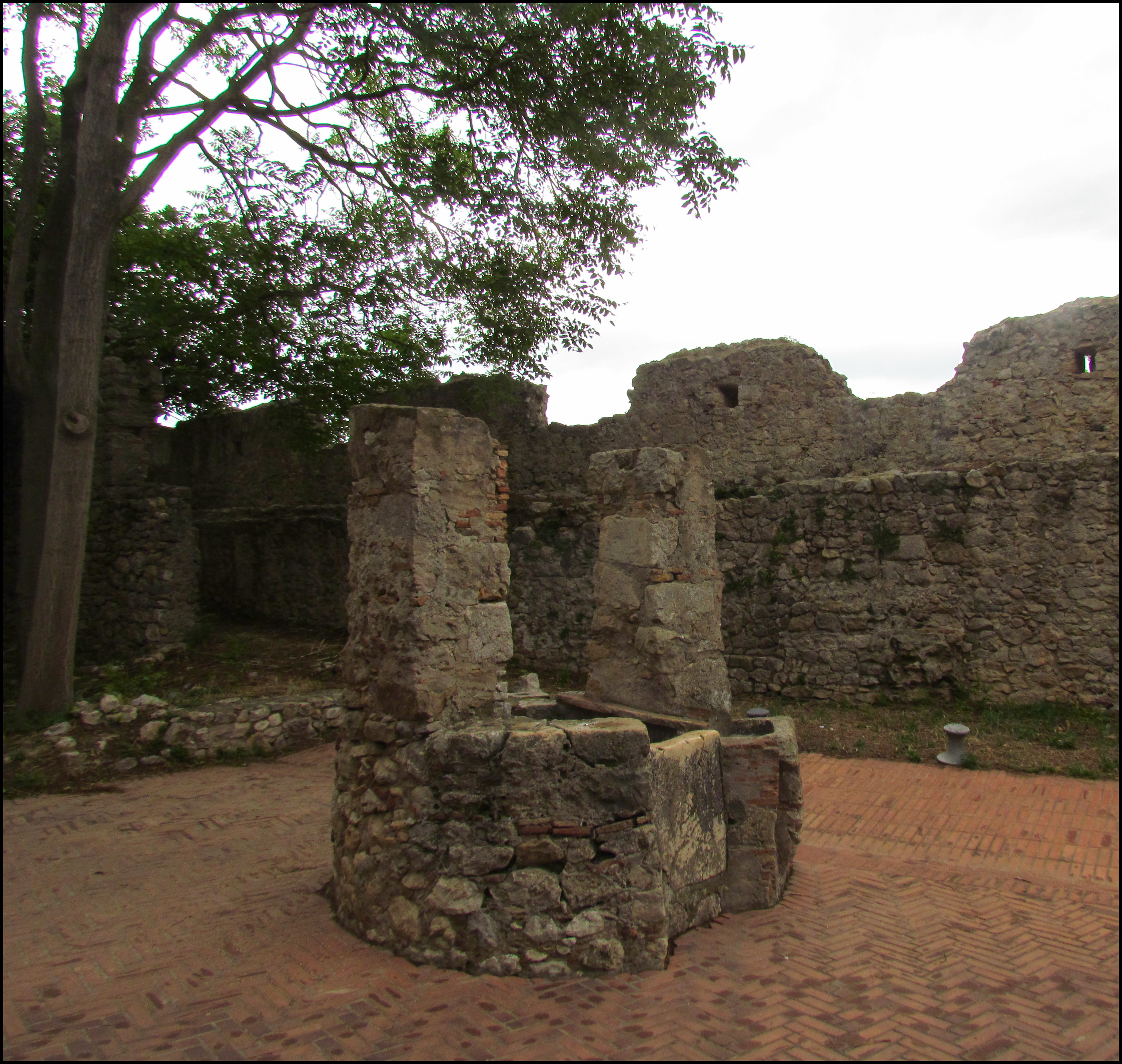
Puits et vestiges des remparts .